# Jeff Mills

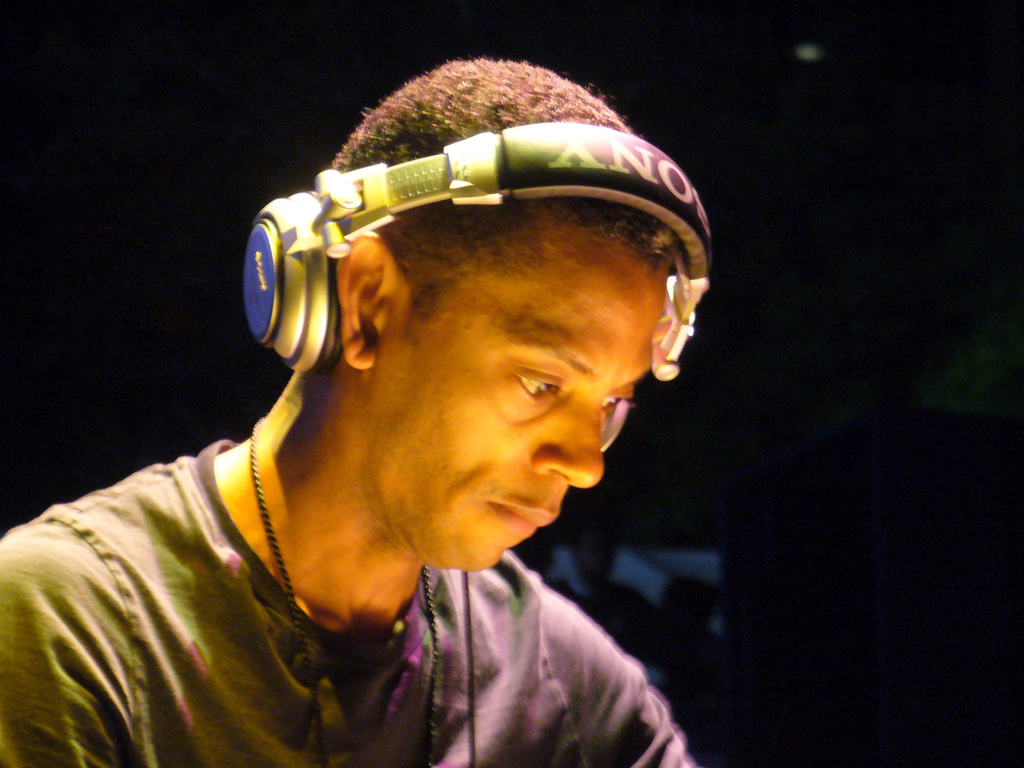
Mills bei einem Auftritt (2007)

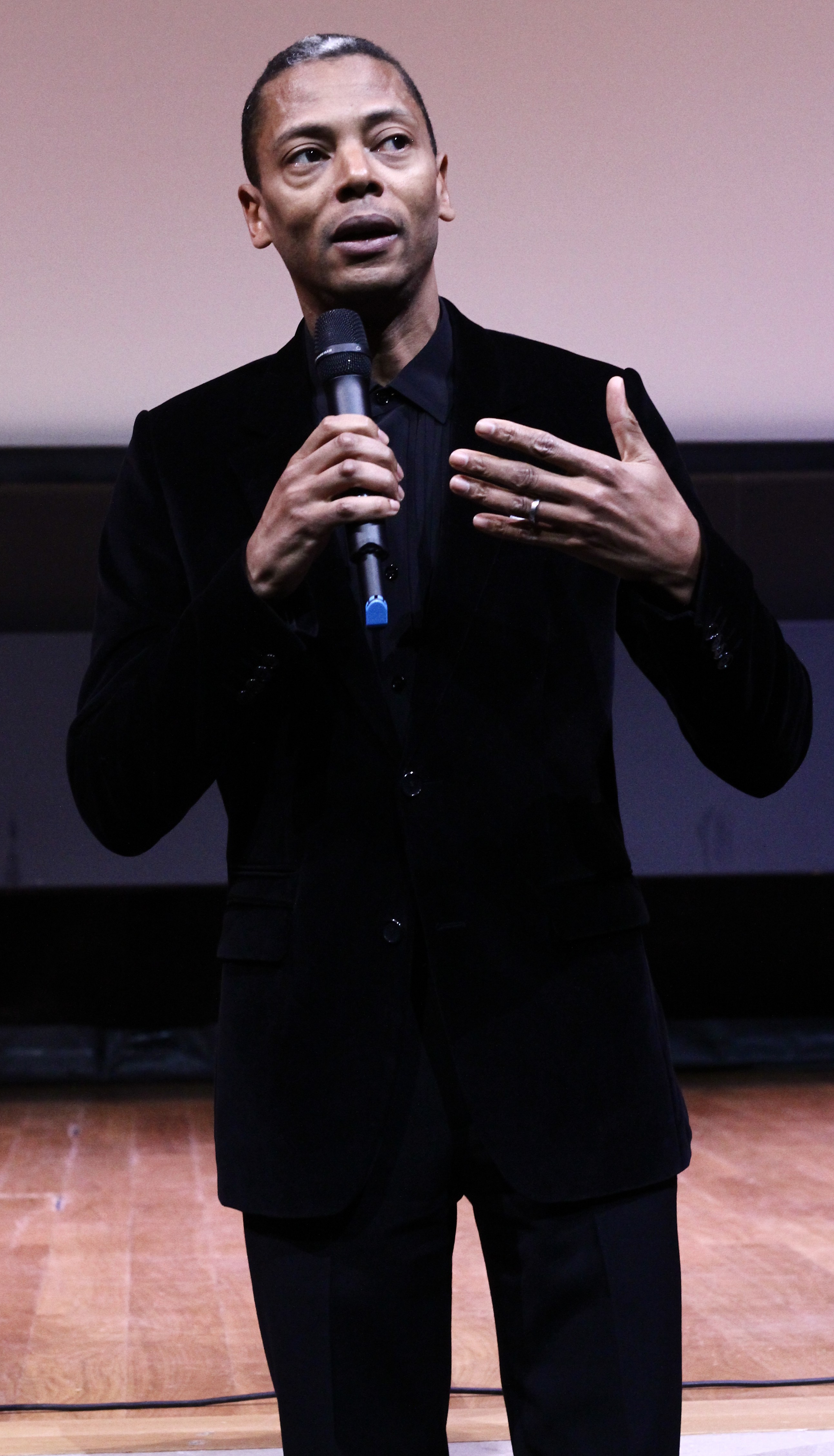
Mills in Paris (2014)

Jeff Mills (* 18. Juni 1963 in Detroit, Michigan) ist ein US-amerikanischer Techno-DJ und Musiker. Er gilt als einer der bedeutendsten Vertreter des Detroit Techno.

## Leben
1987 begann Jeff Mills als Hip-Hop-DJ unter dem Namen The Wizard in seiner wöchentlichen Radioshow beim Detroiter Sender WJBL aufzutreten. Ab 1988 produzierte er zusammen mit Anthony Srock Industrial-Musik unter dem Namen Final Cut. Wenig später gründete er zusammen mit Robert Hood und Mike Banks das Musiklabel Underground Resistance, dessen Veröffentlichungen den Detroit Techno definierten und maßgeblich prägten. Seit 1989 produzierte Mills auch solo erste Platten.
Nach einem Streit mit Mike Banks zog Mills 1991 nach New York und gründete sein eigenes Label Axis Records. Zudem produzierte er für das Berliner Label Tresor Records und fand zu dieser Zeit eine Heimat in Berlin. 1992 eröffnete Axis eine Filiale in Detroit, die aber noch im selben Jahr wieder geschlossen wurde. Ein Jahr später verließ Mills New York und zog mit seinem Label nach Chicago. 1995 stellte Mills sein neues Sub-Label Purpose Maker vor. Im Dezember 2001 wurde mit Axis 9 ein weiteres Sub-Label ins Leben gerufen.
Im Jahr 2000 veröffentlichte der Amerikaner auf Tresor Records eine Techno-Version des Soundtracks von Fritz Langs Film Metropolis aus dem Jahre 1926. Der „hagere Mann“, wie ihn die Fachpresse öfter betitelt, entdeckte damit seine Liebe zum Vertonen von Filmen. Einige Kritiker werfen Mills vor, den Film zu sehr zerstückelt zu haben. Von anderen wird diese Arbeit hoch gelobt. 2005 vertonte er The Three Ages von Buster Keaton, ursprünglich aus dem Jahr 1923. Am 2. Juli 2005 trat Mills mit dem Orchester von Montpellier am Pont du Gard auf, anlässlich des 10. Jahrestages der Aufnahme des Bauwerkes zum UNESCO-Weltkulturerbe. Erstmals seit der Underground Resistance-Ära gab der DJ einen Liveact. Mills agierte inmitten eines hochkarätigen klassischen Orchesters hauptsächlich mit seiner Roland TR 909. Zahlreiche seiner Klassiker wie The Bells sowie die UR-Stücke Amazon und Sonic Destroyer wurden so neu interpretiert. Die DVD der Aufnahme erschien 2006 unter dem Namen Blue Potential bei Tresor.
Seine Veröffentlichungen auf dem Label Axis sind eine Mischung aus dem leicht düsteren Ambiente des Detroit-Techno und einer Hinwendung zu futuristisch experimentellen Strukturen. Ihr typischer Klang hob sie lange Zeit von anderen Veröffentlichungen ab und gab ihnen einen hohen Wiedererkennungswert. Veröffentlichungen auf dem Label Purpose Maker orientieren sich eher an Techno-Clubs und sind funktionell und somit bei Techno-DJs sehr beliebt. Der auf der Kat Moda EP (Katalognummer PM-002) erschienene Track The Bells gehört zu seinen größten Hits.
Als DJ ist Jeff Mills bekannt für seinen schnellen, spontanen Mixstil. Oft wechselt er die Platten im Minutentakt und wirft die gebrauchten Scheiben einfach hinter sich. X-103 – Atlantis wurde in die Wire-Liste The Wire’s „100 Records That Set the World on Fire (While No One Was Listening)“ aufgenommen.

## Diskografie
Alben
- 1993: Jeff Mills – Waveform Transmission Vol. 1 (Tresor)
- 1994: Jeff Mills – Waveform Transmission Vol. 3 (Tresor)
- 1996: Jeff Mills – Purpose Maker Compilation (Purpose Maker)
- 1999: Jeff Mills – From The 21st (SMEJ Associated Records)
- 2000: Jeff Mills – Metropolis (Tresor)
- 2000: Millsart – Every Dog Has Its Day Vol. 1 (Music Man Records)
- 2001: Millsart – Every Dog Has Its Day Vol. 2 (Axis)
- 2001: Jeff Mills – At First Sight (True People)
- 2001: Jeff Mills – Time Machine (Tomorrow)
- 2002: Millsart – Every Dog Has Its Day Vol. 3 (Axis)
- 2004: Jeff Mills – Three Ages (MK2 Music)
- 2005: Jeff Mills – Blue Potential (Live With Montpellier Philharmonic Orchestra) (UWe)
- 2006: Jeff Mills – One Man Spaceship (Axis)
- 2009: Jeff Mills – Sleeper Wakes (Third Ear)
- 2009: Jeff Mills – Niteroi (Axis)
- 2010: Jeff Mills – The Occurrence (Third Ear)
- 2010: Jeff Mills – The Drummer 26 (Purpose Maker)
- 2011: Jeff Mills – Fantastic Voyage (Axis)
- 2011: Jeff Mills – 2087 (Axis)
- 2011: Jeff Mills – The Power (Axis)
- 2012: Jeff Mills – The Messenger (Axis)
- 2013: Jeff Mills – The Jungle Planet (Axis)
- 2013: Jeff Mills – Where Light Ends (U/M/A/A Inc.)
- 2014: Jeff Mills – Chronicles of Possible Worlds (Axis)
- 2017: Jeff Mills – The Planets (Axis)